# Cordillera Mahabharat
La cordillera Mahabharat (nepalí:महाभारत श्रृंखला, mahābhārat shrinkhalā) – también denominada Himalaya menor – es una importante cadena montañosa que se extiende en dirección este-oeste con elevaciones entre 1.500 a 2.700 metros en sus cumbres. La cordillera Mahabharat corre en forma paralela a la gran cordillera del Himalaya desde el río Indo en Pakistán a través del norte de la India, Nepal, Sikkim y Bután, para converger después al este de Bután a medida que la cordillera se acerca al río Brahmaputra. La cordillera Mahabharat también transcurre paralela al Siwalik menor o cordillera Churia (Himalaya exterior) hacia el sur.
Las laderas sur de la cordillera Mahabharat son abruptas y casi deshabitadas a causa de un importante sistema de fallas denominado el "Main Boundary Thrust". Las cimas y las laderas norte son lo suficientemente suaves como para alojar pastizales de altura y parcelas de cultivo aterrazadas. Las densamente pobladas Middle Hills en Nepal comienzan en sus cumbres, y se extiende hacia el norte atravesando los valles y otras montañas hasta que la población se hace más escasa por encima de los 2.000 m de altura y la agricultura basada en el cultivo de cereales cede su lugar al pastoreo estaciona y a cultivos tolerantes a las bajas temperaturas tales como las patatas.